# Q Train
Q Train은 The Quiett의 두번째 정규 앨범으로, 그의 첫 앨범 Music의 발매로부터 6개월 뒤인 2006년 2월 3일에 발매되었다. 이 앨범은 인스트루멘탈(Instrumental) 앨범이므로 The Quiett의 랩은 없고 그의 프로덕션으로만 이루어진 일종의 감상 앨범으로 볼 수 있다.
프로듀서로서의 The Quiett의 초창기 스타일을 느낄 수 있는 앨범으로, The Quiett 특유의 오밀조밀한 앨범의 구성력이 돋보이는 작품이다.
재미있는 사실은 수록곡 뭐에 참여한 Notorious Kid는 Dok2의 목소리를 변조한 것이라는 것과, 수록곡 Interlude는 Mad Clown의 데뷔 트랙이라는 사실이다.
Q Train은 제 4회 한국대중음악상 시상식에서 올해의 힙합 앨범상을 수상하였다.
발매 당시의 타이틀 곡은 Music이었다.
2016년 2월 25일 10주년을 맞아 리마스터 에디션으로 온라인/오프라인에 재발매되었다.

## 트랙 리스트
1. Go
2. The Streets (feat. DJ Silent)
3. 그 남자 그 여자 (feat. Junggigo)
4. 대면
5. Dolphin Dance
6. Interlude (feat. Mad Clown)
7. Martial Beat Arts (feat. DJ Silent)
8. 뭐 (feat. Notorious Kid, DJ Friz & DJ Pumkin)
9. Music
10. Take The Q Train (feat. P-Type)
11. City Cats
12. 뒤척임 (feat. 이병호)
13. Sunshine Luv
14. 다음에 만나요